# Consell Nacional dels Drets Humans
El Consell Nacional dels Drets Humans, fins a 2011 Consell Consultiu dels Drets Humans (àrab: المجلس الوطني لحقوق الإنسان, al-Majlis al-Waṭanī li-Ḥuqūq al-Insān) és una institució marroquina per a la protecció i promoció dels drets humans. Va ser establerta el 1990 com el Consell Assessor de Drets Humans. La seva llei de creació es va modificar el 2001 de conformitat amb els Principis de París, i de nou en 2011, donant a la institució més competències, més autonomia i prerrogatives àmplies per protegir i promoure els drets humans al Marroc i, per tant, per promoure els principis i valors de la democràcia.
El Consell Nacional de Drets Humans del Marroc està acreditat amb estatut "A" de la INDH pel Comitè Internacional de Coordinació (CIC), és a dir, en plena conformitat amb els Principis de París (les normes internacionals aprovades per l'Assemblea General de l'ONU el 1993 per emmarcar la tasca de les INDH i àmpliament acceptada com la prova de la seva legitimitat i credibilitat). Elabora informes anuals sobre la situació dels drets humans i informes específics temàtics o generals, supervisa els centres de privació de llibertat, s'ocupa de les queixes i investiga les violacions dels drets humans, informa sobre l'harmonització de les legislacions nacionals amb les convencions internacionals de drets humans, realitza enquestes i qüestions opinions consultives i memoràndums sobre qüestions relacionades amb els drets humans, etc.
El Consell té 13 comissions regionals de drets humans, establertes per tal de seguir de prop la situació dels drets humans en les diferents regions del Marroc. Aquestes comissions poden rebre i atendre queixes i investigar sobre violacions de drets humans. S'implementen els programes i projectes que el Consell dissenya per a la promoció dels drets humans, en cooperació amb els actors locals.
Per això, el Consell Nacional de Drets Humans té el mandat de promoure el dret humanitari internacional. Contribueix a programes de sensibilització sobre la formació i desenvolupaments d'associacions de cooperació amb el Comitè Internacional de la Creu Roja i de tots els organismes afectats pel dret internacional humanitari. També supervisa l'aplicació dels convenis internacionals en els que el Marroc és part i les recomanacions dels òrgans de tractats.